# Sphecodes distinctus
Sphecodes distinctus är en biart som beskrevs av Meyer 1925. Sphecodes distinctus ingår i släktet blodbin, och familjen vägbin. Inga underarter finns listade i Catalogue of Life.